# Kamado Tanjiro no Uta
«Kamado Tanjiro no Uta» (яп. 竈門炭治郎のうた Камадо Тандзиро но ута, «Песнь Тандзиро Камадо») — песня японского композитора Го Сиины, записанная при участии Нами Накагавы и выпущенная 30 августа 2019 года. Песня была использована в качестве дополнительной композиции аниме-сериале студии Ufotable «Истребитель демонов».

## Композиция и текст
Песня написана композитором Го Сииной. Вокалист Нами Накагава в различных сценах в анимации озвучила хоровое пение, а также закадровый голос, перетекающий в подзаголовок «Kimetsu no Yaiba».
Текст написали сотрудники студии Ufotable. композиция демонстрирует решительность главного персонажа, Тандзиро Камадо, который противостоит отчаянию и изо всех сил старается защитить свою младшую сестру Нэдзуко. Издание Manga.Tokyo похвалило песню, назвав её «хорошим способом завершения рассказа о брате и сестре Камадо». Песня использована в кульминации и в концовке девятнадцатого эпизода, «Бог огня».

## Живые выступления
Впервые «Kamado Tanjiro no Uta» была исполнена 21 декабря 2020 года в эфире «CDTV Live! Live! Christmas 4 Hours Special» на телеканале TBS TV. 30 декабря того же года песню исполнили во время трансляции церемонии вручения премии Japan Record Awards в качестве специальной презентации по случаю получения «Истребителем демонов» награды за «Особые достижения».

## Чарты
| Чарт (2020)                           | Высшая позиция |
| ------------------------------------- | -------------- |
| Japan Hot 100 (Billboard)             | 26             |
| Japan Hot Animation (Billboard Japan) | 4              |
| Japan Digital Singles (Oricon)        | 3              |

## Сертификация
| Япония (RIAJ) Цифровой                                   | Платиновый | 250 000^ |
| (* данные о продажах, основанные только на сертификации) |            |          |